# Bang Bang (singel Tomcrafta)
Bang Bang – dwudziesty singel niemieckiego DJ-a i producenta – Tomcrafta, wydany 21 października 2002 w Niemczech przez wytwórnię Kosmo Records (dwa wydania 12″). Utwór pochodzi z drugiego albumu Tomcrafta – MUC (drugi singel z tej płyty). Na singel składa się tylko utwór tytułowy w dwóch oraz w czterech wersjach (12").

## Lista utworów

### 12" (1)
1. Bang Bang (Goal Mix) (7:23)
2. Bang Bang (Dark Offside Mix) (6:41)

### 12" (2)
1. Bang Bang (Goal Mix) (7:23)
2. Bang Bang (Dark Offside Mix) (6:41)
3. Bang Bang (AweX Mix) (7:14)
4. Bang Bang (Eniac Mix) (7:00)